# Revenue generating unit
 (novembre 2023).
Si vous disposez d'ouvrages ou d'articles de référence ou si vous connaissez des sites web de qualité traitant du thème abordé ici, merci de compléter l'article en donnant les références utiles à sa vérifiabilité et en les liant à la section « Notes et références ».
RGU est un sigle pour Revenue Generating Unit. 
Ce terme est principalement utilisé par les opérateurs de télécommunications pour exprimer le nombre moyen de type de service (voix fixe et mobile, internet, télévision...) auquel un client souscrit.